# みづほ梨乃
みづほ 梨乃（みづほ りの、12月1日 - ）は、日本の漫画家。
大阪府出身。血液型はB型。代表作である「ショコラの魔法」のノベライズを担当している穂積りくは妹。漫画家仲間の柏ぽちとは友人。にしむらともこのアシスタントでもある。
2006年、「チョコと赤いじてんしゃ」（『ちゃおDX』2006年春号に掲載）でデビュー。『ちゃお』および『ちゃおDX』と『ぷっちぐみ』（いずれも小学館発行）で執筆中。かつては『学年別学習雑誌』でも執筆していた。
「ショコラの魔法」シリーズのヒットにより、『ちゃお』を代表するホラー漫画家として扱われるようになったが、本人はホラーが苦手だと語っている。そもそも、「ショコラの魔法」は悪人を破滅させて善人に幸福を与える勧善懲悪的な要素の強いダーク・ファンタジーであり、一般的なホラー漫画のように無差別な恐怖感を煽り立てるものではない。同作で第66回小学館漫画賞児童向け部門を受賞した。
2025年からは漫画原作者としても活動開始。『ちゃお』の公式サイト『ちゃおプラス』にてファンタジー系の読み切り漫画の原作を複数担当している。
The Lushとゆずとディズニーの大ファン。小学2年生の時に「魔女の宅急便」のアニメ映画を観て感動し、漫画家になることを決意したと語っている。

## 作品リスト

### 漫画作品
- チョコと赤いじてんしゃ（『ちゃおDX』2006年春号、『たこ☆やきプリンセス』に収録）
- おひさまになりたいっ（『ちゃお』2006年DX初夏号）
- おことわり☆同盟（『ちゃおDX』2006年夏号）
- わん♥モカ♥らぶ（『ちゃおDX』2007年春待ち超大増刊号）
- 恋色インコ（『ちゃおDX』2007年春の大増刊号）
- わらって☆どろろんっ（『ちゃおDX』2007年初夏の大増刊号）
- 鏡よ鏡…（『ちゃおDX』2007年夏の大増刊号、『ショコラの魔法 〜honey blood〜』に収録）
- はっぴーカッピ（原作：キャンディぐみ、『ぷっちぐみ』『小学一年生』『小学二年生』『小学三年生』2007年 - 連載）
- たこ☆やきプリンセスシリーズ
- 欲しがる人（『ちゃお』2008年夏の増刊号）
- ショコラの魔法シリーズ（『ちゃお』、『ちゃおDX』にて不定期連載中）
- 妖とりもの手帖（『読売KODOMO新聞』[3]2021年1月7日[4] - 連載中）
- アラフォー少女漫画家のたった半年で！！16kg減量Days（『フラコミlike!』2025年4月28日 - 連載中）

### 書籍
- 『たこ☆やきプリンセス』小学館〈ちゃおコミックス〉、2008年12月26日発売[5]、ISBN 978-4-09-132274-6
- 『ショコラの魔法』小学館〈ちゃおコミックス〉、2009年[6] - 、既刊24巻（2024年3月26日現在）
- 『妖とりもの手帖』小学館〈フラワーコミックス〉、2022年[3] - 、既刊1巻（2022年4月26日現在）